# Preethi Nair
Preethi Nair, Pseudonym Pru Menon (* 1971 im indischen Bundesstaat Kerala), ist eine britische Autorin indischer Herkunft.

## Leben und Werk
Preethi Nair wurde im südindischen Bundesstaat Kerala geboren und zog als Zweijährige mit ihrer Familie nach Großbritannien. Sie wuchs im Londoner East End auf und studierte an der Cardiff University European Union Studies, Französisch und Spanisch, was sie mit einem Bachelor of Science abschloss. Ein Masterstudium an der Warwick University im Fach International Relations schloss sich an. Anschließend arbeitete sie als Unternehmensberaterin.
Parallel arbeitete sie an ihrem ersten Roman, Gypsy Masala. Als sie entlassen wurde, plante sie, sich ganz ihrer Karriere als Autorin zu widmen, doch ihr Manuskript wurde von zwei Verlagen abgelehnt. Daher gründete sie ihren eigenen Verlag und eine PR-Firma namens Ninefish in Northampton, wo sich die Druckerei befand, und brachte ihr Buch selbst heraus. Unter dem Pseudonym Pru Menon als fiktive PR-Agentin jonglierte sie bis zur Buchpremiere zwei Identitäten: die der Autorin Preethi Nair und die der Agentin Pru Menon, die das Buch aggressiv vermarktete. Bei einem Stand auf der englischen Buchmesse London Book Fair, bei der sie ihr Buch vorstellte, lernte sie die Agentur kennen, der es schließlich gelang, für sie einen hochdotierten Vertrag über drei Bücher mit dem US-amerikanischen Verlag HarperCollins abzuschließen.
Für ihre ungewöhnliche Vermarktungsstrategie, deren Bekanntmachung ihr erhebliche mediale Aufmerksamkeit zuteilwerden ließ, erhielt sie 2001 die Auszeichnung „Young Achiever of the Year“ bei den Asian Women Achievement Awards und kam in die engere Wahl zur Publizistin des Jahres bei den PPC Awards. Die BBC kaufte die Rechte für eine Verfilmung ihres zweiten Romans Koriandergrün und Safranrot. Der autobiografisch geprägte Roman Der Duft der Farben erschien 2007. Für ihren vierten Roman, Unravelling, auf Deutsch bei DroemerKnaur unter dem Titel Die Freischwimmerin veröffentlicht, lehnte sie einen weiteren Buchvertrag mit HarperCollins ab und veröffentlichte ihn im Selbstverlag. Das Buch gelangte auf die Shortlist für die UK Selfie Book Awards 2025 in der Kategorie „Best Independent Adult Fiction“.
Mit Kiss The Frog Press launchte die Autorin einen weiteren Independent-Verlag im Jahr 2021, in dem auch Neuauflagen ihrer Bücher erscheinen. Der Schwerpunkt des Verlags ist jedoch auf Kinderliteratur ausgerichtet, die sich mit Diversitätsthemen befasst.
Preethi Nair arbeitete als Autorin für eine Reihe von Zeitungen, darunter für The Telegraph, Independent und für die Sunday Times im Ressort Reiseberichte. Für BBC Radio 4 adaptierte sie im Jahr 2005 Alice im Wunderland als fünfzehnminütiges Hörstück unter dem Titel Dreaming Alice.
Nair engagiert sich als Botschafterin des Prince’s Trust, einer Wohltätigkeitsorganisation des Prince of Wales.
Sie unterrichtet unter anderem an der Cranfield University, der London Business School und beim The Faculty Club Kurse in Kreativität, Storytelling und Führungskompetenz.

## Werke
- Gypsy Masala. Ninefish, Northampton 2000. Neuauflage von HarperCollins, London 2008, ISBN 978-0-007-30501-8.
- Koriandergrün und Safranrot. Übersetzt von Karin Dufner. Knaur, München 2006, ISBN 978-3-426-63658-9. Neuauflage 2022, ISBN 978-3-426-30900-1.
- Der Duft der Farben. Übersetzt von Karin Dufner. Droemer, München 2007, ISBN 978-3-426-19755-4.
- Die Freischwimmerin. Übersetzt von Karin Dufner. Droemer, München 2022, ISBN 978-3-426-28269-4.